# Lúcio Ragônio Venusto
Lúcio Ragônio Venusto (em latim: Lucius Ragonius Venustus) foi um sacerdote romano do século IV, ativo no reinado de Teodósio I (r. 378–395).

## Vida

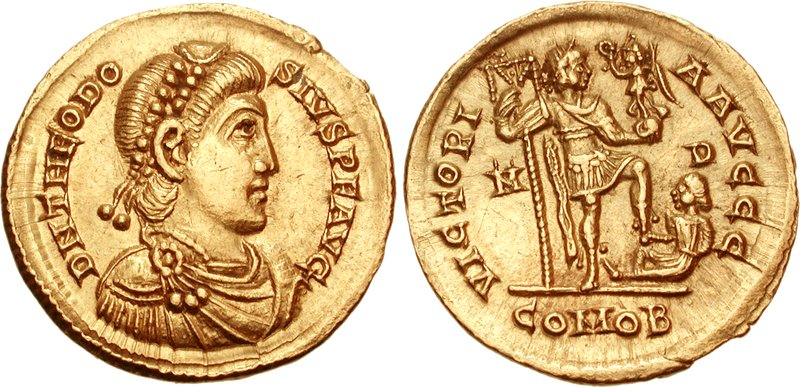
Soldo de Teodósio r.

Lúcio era homem claríssimo e ocupou as posições de áugure público dos quirites e pontífice máximo das vestais. Em 23 de maio de 390, recebeu o taurobólio e o criobólio. Seu nome sugere que era parente de Ragônio Vincêncio Celso e os Nicômacos Flavianos. Talvez descendia de Lúcio Ragônio Urinácio Lárcio Quintiano e seu filho Lúcio Ragônio Urinácio Tuscênio Quintiano, bem como Lúcio Ragônio Quintiano.